# میک هالیگان
میک هالیگان (انگلیسی: Mick Hulligan; ۲۸ فوریهٔ ۱۹۲۳ – ۱۲ سپتامبر ۱۹۷۸) بازیکن فوتبال اهل بریتانیا بود.
از باشگاه‌هایی که در آن بازی کرده‌است می‌توان به باشگاه فوتبال پورت ویل، باشگاه فوتبال لیورپول، و باشگاه فوتبال نورتویچ ویکتوریا اشاره کرد.